# Raoul Illidge Sports Complex
Het Raoul Illidge Sports Complex is een stadion in Philipsburg, de hoofdstad van Sint-Maarten. Het stadion wordt vooral gebruikt voor voetbalwedstrijden van het nationale elftal van het Nederlandstalig gedeelte van Sint-Maarten. De eerste wedstrijd werd gespeeld op 3 april 1992. Die wedstrijd werd gespeeld tussen Sint-Maarten en de Kaaimaneilanden. De wedstrijd eindigde in 4–2. Twee dagen later volgde gelijk de tweede wedstrijd tegen Martinique (1–1).